# Jiang Jialiang
Jiang Jialiang (chinesisch 江嘉良, Pinyin Jiāng Jiāliáng; * 3. März 1964 in Zhongshan (Provinz Guangdong)) ist ein ehemaliger chinesischer Tischtennisspieler. Er wurde zweimal Weltmeister im Einzel und dreimal mit der Mannschaft Chinas.

## Sportlicher Werdegang
Mit 7 Jahren begann Jiang Jialiang in einem Sportinternat mit dem Tischtennis, 1976 wurde er in die Mannschaft der Provinz Guangdong eingeladen. Drei Jahre später wurde er für die Nationalmannschaft entdeckt und gefördert. Erste Erfolge waren der Sieg im Einzel bei den internationalen Meisterschaften von Skandinavien 1979 und von Frankreich 1982.
1983 wurde er erstmals für die Weltmeisterschaft nominiert. Hier wurde er mit der Mannschaft Chinas Weltmeister. Im Einzel belegte er Platz 3, im Doppel wurde er zusammen mit Xie Saike Vizemeister. 1985 wurde er erstmals Weltmeister im Einzel, 1987 verteidigte er diesen Titel durch seinen Endspielsieg über Jan-Ove Waldner. Bei diesen beiden WMs gewann er auch Gold mit dem Team Chinas, 1987 belegte er noch Platz 2 im Mixed (mit Jiao Zhimin).
Für seine Verdienste zeichnete ihn die chinesische Gewerkschaft 1987 mit der "1.Mai-Medaille" aus. Bereits 1985 wurde er zum "Arbeiter des Jahres der Provinz Guangdong" ernannt.
Nach dem Ende seiner aktiven Laufbahn arbeitete er im Ausland als Trainer und Fernsehkommentator. Später kehrte er nach China zurück und verdiente in Pudong (Shanghai) seinen Lebensunterhalt als Geschäftsmann. Im Oktober 2002 eröffnete er in Pudong eine Tischtennisschule.

## Privat
Jiang Jialiang ist der Sohn eines Bauarbeiters und einer Verkäuferin. Er hat noch sechs Geschwister. Verheiratet ist er mit der Schauspielerin Wu Yu Fong.

## Turnierergebnisse
| Verband | Veranstaltung           | Jahr | Ort            | Land | Einzel        | Doppel        | Mixed        | Team |
| ------- | ----------------------- | ---- | -------------- | ---- | ------------- | ------------- | ------------ | ---- |
| CHN     | Asienmeisterschaft ATTU | 1988 | Niigata        | JPN  | Halbfinale    | Viertelfinale | Silber       | 1    |
| CHN     | Asienmeisterschaft ATTU | 1986 | Shenzhen       | CHN  | Gold          | Halbfinale    |              | 1    |
| CHN     | Asienmeisterschaft ATTU | 1982 | Jakarta        | INA  |               | Silber        | Gold         | 1    |
| CHN     | Asian Cup               | 1985 | Singapur       | SIN  | 2             |               |              |      |
| CHN     | Asian Cup               | 1983 | Wuxi           | CHN  | 2             |               |              |      |
| CHN     | Asienspiele             | 1986 | Seoul          | KOR  | Viertelfinale | Viertelfinale |              | 2    |
| CHN     | Olympische Spiele       | 1988 | Seoul          | KOR  | 5             | 5             |              |      |
| CHN     | Weltmeisterschaft       | 1989 | Dortmund       | FRG  | Viertelfinale | letzte 32     | keine Teiln. | 2    |
| CHN     | Weltmeisterschaft       | 1987 | New Delhi      | IND  | Gold          | Viertelfinale | Silber       | 1    |
| CHN     | Weltmeisterschaft       | 1985 | Göteborg       | SWE  | Gold          | Halbfinale    | letzte 32    | 1    |
| CHN     | Weltmeisterschaft       | 1983 | Tokio          | JPN  | Halbfinale    | Silber        | keine Teiln. | 1    |
| CHN     | World Cup               | 1991 | Kuala Lumpur   | MAS  | 9.–12. Platz  |               |              |      |
| CHN     | World Cup               | 1988 | Canton & Wuhan | USA  | 3             |               |              |      |
| CHN     | World Cup               | 1987 | Macao          | CHN  | Silber        |               |              |      |
| CHN     | World Cup               | 1986 | Port of Spain  | TRI  | Silber        |               |              |      |
| CHN     | World Cup               | 1985 | Foshan         | CHN  | 3             |               |              |      |
| CHN     | World Cup               | 1984 | Kuala Lumpur   | MAS  | Gold          |               |              |      |
| CHN     | World Cup               | 1983 | Barbados       | 0    | 9             |               |              |      |